# Resolutie 1702 Veiligheidsraad Verenigde Naties
Resolutie 1702 van de Veiligheidsraad van de Verenigde Naties werd op 15 augustus 2006 unaniem aangenomen door de VN-Veiligheidsraad. De resolutie verlengde de vredesmacht in Haïti met een half jaar en herstructureerde ze.

## Achtergrond
Na decennia onder dictatoriaal bewind won Jean-Bertrand Aristide in december 1990 de verkiezingen in Haïti. In september 1991 werd hij met een staatsgreep verdreven. Nieuwe verkiezingen werden door de internationale gemeenschap afgeblokt waarna het land in de chaos verzonk. Na Amerikaanse bemiddeling werd Aristide in 1994 in functie hersteld. Het jaar erop vertrok hij opnieuw, maar in 2000 werd hij herkozen. Zijn tweede ambtstermijn werd echter gekenmerkt door beschuldigingen van corruptie. In 2004 veroverden door het Westen gesteunde rebellen de controle over het land en werd Aristide opnieuw uit zijn ambt gezet. In juni dat jaren werden VN-vredestroepen gestuurd en in 2006 werd René Préval, die tussen 1995 en 2000 ook president was, opnieuw verkozen.

## Inhoud

### Waarnemingen
In Haïti waren intussen een regering, president en parlement verkozen, waardoor het land kon breken met het geweld en de instabiliteit. De hervorming van de veiligheidsdiensten, ordehandhaving, verzoening en economische- en sociale ontwikkeling bleven hiervoor sleutelfactoren. Ook de MINUSTAH-vredesmacht bleef
nog een sleutelfactor in de stabilisatie van het land. De nieuwe regering had al een politiehervorming en welvaartsplannen voorgesteld. Er moesten ook grootse arbeidsintensieve projecten worden gestart om banen te scheppen en er moesten sociale basisdiensten worden uitgebouwd.

### Handelingen
De Veiligheidsraad verlengde het mandaat van MINUSTAH tot 15 februari 2007 en besliste dat de vredesmacht voortaan zou bestaan uit een militair component van 7200 troepen en een politiecomponent van 1951 agenten. Verder mocht MINUSTAH zestien cipiers inzetten om Haïti's falende gevangenissysteem te ondersteunen.

## Verwante resoluties
- Resolutie 1608 Veiligheidsraad Verenigde Naties (2005)
- Resolutie 1658 Veiligheidsraad Verenigde Naties
- Resolutie 1743 Veiligheidsraad Verenigde Naties (2007)
- Resolutie 1780 Veiligheidsraad Verenigde Naties (2007)

Lijst ·  1652 ·  1653 ·  1654 ·  1655 ·  1656 ·  1657 ·  1658 ·  1659 ·  1660 ·  1661 ·  1662 ·  1663 ·  1664 ·  1665 ·  1666 ·  1667 ·  1668 ·  1669 ·  1670 ·  1671 ·  1672 ·  1673 ·  1674 ·  1675 ·  1676 ·  1677 ·  1678 ·  1679 ·  1680 ·  1681 ·  1682 ·  1683 ·  1684 ·  1685 ·  1686 ·  1687 ·  1688 ·  1689 ·  1690 ·  1691 ·  1692 ·  1693 ·  1694 ·  1695 ·  1696 ·  1697 ·  1698 ·  1699 ·  1700 ·  1701 ·  1702 ·  1703 ·  1704 ·  1705 ·  1706 ·  1707 ·  1708 ·  1709 ·  1710 ·  1711 ·  1712 ·  1713 ·  1714 ·  1715 ·  1716 ·  1717 ·  1718 ·  1719 ·  1720 ·  1721 ·  1722 ·  1723 ·  1724 ·  1725 ·  1726 ·  1727 ·  1728 ·  1729 ·  1730 ·  1731 ·  1732 ·  1733 ·  1734 ·  1735 ·  1736 ·  1737 ·  1738